# 毛利次郎の乱
毛利次郎の乱（もうりじろうのらん）は、文明11年（1479年）と長享元年（1487年）7月の2度にわたって因幡の国人毛利貞元（次郎）が守護山名氏に対して起こした反乱。

## 背景
文明年間、山名氏の分国内では応仁の乱の長期化に伴い、国人勢力による守護家から自立を求める動きが活発化しつつあった。また、山名一族の傍流による反守護勢力も活発になり、その統治に混乱が生じ始めていた。
特に南因幡の一帯では、文明3年（1471年）の「足利義政御内書」や『山名氏系図』などに示されるように、傍流である山名政康、山名熈成らの主要基盤が形成され、政康は山名氏に敵対する赤松政則の勢力と結託していた。加えて、南因幡には独立性の高い奉公衆系の国人が多く存在していたため、守護による統制が及びにくい地域であった。そうした中、八東郡私部郷の因幡毛利氏は反守護連合を構築し、守護家に対して反乱を起こした。
近年の研究では、この反乱の支援者として、当時山名氏と対立していた赤松氏の他に、政所執事の伊勢貞宗、京都蔭凉軒主の亀泉集証らが挙げられるという。ただし、伊藤大貴のように文明11年当時、反山名氏の代表とも言える赤松氏が室町幕府と対立する一方、山名氏と室町幕府の関係は良好に推移しており、伊勢貞宗ら室町幕府の関係者が反乱を支援していたとするのは根拠のない憶説に過ぎないと批判する研究者もいる。

### 第一次毛利次郎の乱
毛利貞元の挙兵は文明11年（1479年）春とされる。反乱に対して惣領の山名政豊は、同年7月末に因幡守護山名豊時を、美作には山名政清を派遣して鎮圧に当たらせた。9月には山名次郎・七郎兄弟を加勢させたが、戦況は反守護連合の優勢で推移し、9月10日には惣領である政豊自身も但馬へ下向したが、事態は因幡国内の政豊知行分が押領されるまでに発展していた。
『大乗院寺社雑事記』によれば、9月20日に「因幡国合戦、森（毛利）方度々打勝了、守護山名散々…」とあり、豊時ら守護方の劣勢が伝えられている。反乱は翌12年（1480年）春に鎮圧されたが、鎮圧に至るまでの経緯は不明である。おそらく、政豊自ら鎮圧にあたったものと思われ、1年以上も抵抗した反守護連合も惣領家の軍勢には立ち向かえず、あえなく瓦解した。
鎮圧後、毛利貞元は奉公衆の身分が幸いしてか厳罰に処せられておらず、3年後の文明15年（1483年）には犬追物に参加している。この事実から、毛利氏の勢力解体には至っていなかったことが分かる。
なお、『伊勢家書』には文明14年（1482年）4月、伊勢貞宗に山名豊時が太刀･馬・甲冑などを献上したとあり、反乱を裏で支援をしていたとされる貞宗に豊時が接近していたことが確認されている。また、その翌年の7月、11月に貞宗邸で催された犬追物には豊時と貞元が共に参加し、11月の犬追物では両者が競い合うなど興味深い光景がみられた。
ところが、文明15年（1483年）8月になって山名政豊が応仁の乱の和睦の約束を破棄して播磨国に侵攻して赤松政則と戦い始めたことで、山名氏と幕府の関係が悪化することになる。

### 第二次毛利次郎の乱
毛利貞元が正式に赦免されたのは長享元年（1487年）12月28日である。それに先立つ同年7月、因幡の「国中乱逆」が伝えられているが、この時期から挙兵していたのかは定かではない。
前述の伊藤は、将軍足利義尚が足利義政・日野富子・細川政元らの影響力を抑えて政治的主導権を握って近江国の六角高頼討伐に乗り出した（長享・延徳の乱）ことと関係しているとしている。義尚がこれまでの中立的な姿勢を破棄して六角高頼同様に山名政豊の不法（赤松政則攻撃）を認めない姿勢を示すこと、自らの支持基盤を奉公衆に置いていた義尚による「奉公衆保護政策」の影響があったとしている。
毛利・矢部定利らの国人衆は新守護山名政実を擁立、再び反守護連合を構築して挙兵した。山名氏と敵対していた赤松氏の重臣浦上則宗が将軍足利義尚に働きかけて、翌年長享2年8月には政実は正式に守護に任じられる。これに対し、豊時は単独で応戦して不利ではあったが、幸いにして他の国人衆は政実を支持せず、前回よりも反守護連合は拡大しなかった。更に長享3年/延徳元年に入ると、3月に足利義尚が死去し、4月には何故か戦乱による混乱が国境を越えて浦上則宗の本拠である美作国に飛び火して赤松軍が鎮圧に向かう事態となる。こうした中で、戦況は豊時の優勢で推移し、9月の徳丸河原合戦では、矢部氏一族・北川氏の離反によって反守護連合は敗退した。11月、私部城にて貞元が自刃した。その後、矢部館に逃れた政実、矢部定利も守護方に包囲されて自刃し、2度目の反乱は反守護連合の完敗となった。

### 影響
山名氏は2度の反乱を鎮圧したものの、国人勢力を完全に抑えこんだ訳ではなかった。事実、毛利・矢部氏らの勢力はこの後も温存されており、むしろ一連の争いで自信を付け、後に但馬山名氏による支配にも抵抗している。戦国期において、南因幡は政情不安定のままで推移し、やがて山名氏は衰退していった。